# Sam Willoughby
Sam Willoughby (nascido em 15 de agosto de 1991) é um ciclista de BMX australiano, apelidado de "o bandido de BMX".
Em maio de 2012, ele se tornou campeão mundial em Birmingham, no Reino Unido. Willoughby foi selecionado para representar a Austrália nos Jogos Olímpicos de Verão de 2012. Ele competiu na prova de BMX e conquistou a medalha de prata. O ouro ficou para o ciclista letão Māris Štrombergs.